# André Clergeat
André Clergeat (* 4. Januar 1927 in Fix-Saint-Geneys, Département Haute-Loire; † 23. Juli 2016 in Suresnes) war ein französischer Journalist und Musikkritiker, der sich auch als Fotograf und Musikproduzent betätigte.

## Leben und Wirken
Clergeat zählte 1948/49 zu den Mitbegründern des Hot-Club de l'Université de Paris und 1949 zu den Mitveranstaltern des Festival International 1949 de Jazz. In den 1950er-Jahren arbeitete Clergeat in der französischen Musikindustrie; 1955 übernahm er die Betreuung der französischen Dependance des amerikanischen Jazzlabels  Pacific, bevor er zu Disques Vogue wechselte. Unter dem Pseudonym Frank Terran schrieb er die Komposition 1919 Rag. Von 1953 bis 1957 war er Chefredakteur der Zeitschrift Jazz Hot; 1954 gehörte er zu den Mitbegründern der Académie du Jazz. Ab 1955 begann seine vierzig Jahre währende Zusammenarbeit mit den Sendern RTF/ORTF/Radio France, für die er Jazzsendungen produzierte. Mit Philippe Carles und Jean-Louis Comolli war er Coautor bzw. Herausgeber des erstmals 1966 unter seinem Namen erschienenen Dictionnaire du jazz. Er arbeitete ferner mit dem Zeichner Siné zusammen (Sinéclopédie du jazz, Édition. J. Losfeld, 2004), als Fotograf für die Zeitschrift Soul Bag. Clergeat produzierte Wiederveröffentlichungen historischer Jazzaufnahmen für das Label Music Memoria, darunter die Produktionen The Complete King Oliver's Creole Jazz Band 1923, A Trumpet Stylist. Tommy Ladnier 1923-1939 (1996) und A Trumpet Styliste. Bunk Johnson (1997). Für die Zeitschrift Jazz Magazine stellte Clergeat 2000/01 eine Reihe von Kompilationen zusammen, außerdem die 20 CDs umfassende Anthologie Les Triomphes mit Jazz-, Blues, Rhythm & Blues, Countrymusik und französischen Chansons.

## Publikationen (Auswahl)
- Dictionnaire du jazz. Seghers, 1966
- Jazz, les incontournables. Éd. Filipacchi, 1990
- Le Jazz.  Éd. Fuzeau, 2005, mit Jacques Aboucaya
- Grande Enciclopedia del Jazz. Curcio, Rom, 1982
- Philippe Carles, André Clergeat, Jean-Louis Comolli: Le nouveau dictionnaire du jazz. Édition Robert Laffont, Paris 2011, ISBN 978-2-221-11592-3